# Tiong Bahru

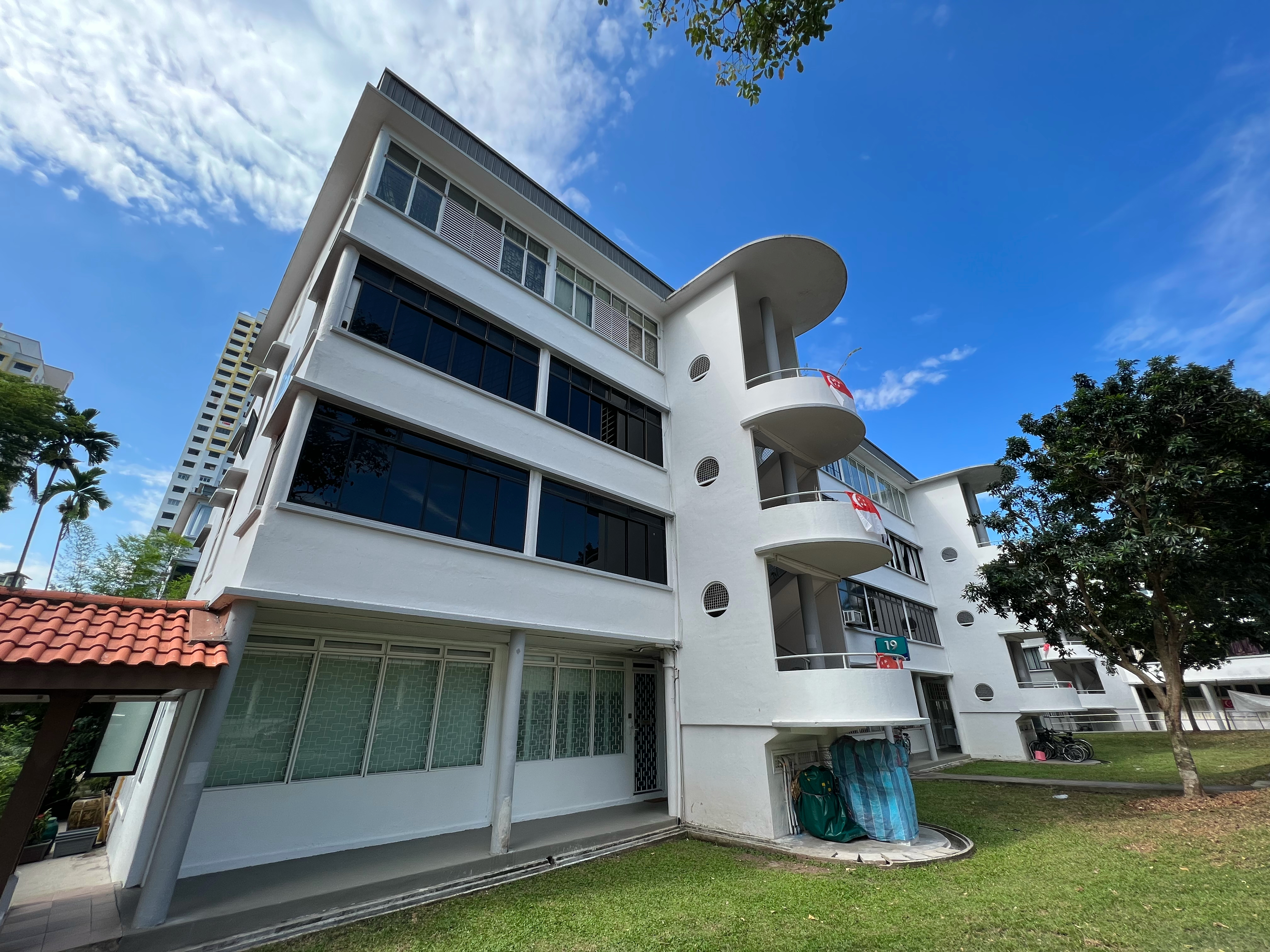
Bauwerk in dem neuen Bezirk (2022)

Tiong Bahru ist ein Baugebiet im Planungsbezirk Bukit Merah der Innenstadt von Singapur.

## Geschichte
Tiong Bahru war in den 1920er Jahren das erste öffentlich geplante und bebaute Siedlungsprojekt in der damals noch zur britischen Kolonie Straits Settlements gehörenden Hafen- und Handelsstadt Singapur. Der von den Kolonialbehörden gegründete Singapore Improvement Trust (SIT) sollte das Gebiet, auf dem sich ein der ältesten Tempel in Singapur, der Heng San Teng, sowie zahlreiche chinesische Friedhöfe befanden, aufkaufen, planieren und für die unteren Schichten der Bevölkerung bezahlbare und moderne Wohnungen errichten. Die Friedhöfe wurden exhumiert und in anderen Friedhöfen angelegt. Der Name Tiong Bahru leitet sich von dem Wort thióng (in der Hokkien-Sprache: Friedhof) und bahru (malaiisch für neu): ab etwa 1859 befand sich hier ein chinesischer Friedhof des Namens Thion Bahru. 1925 wurden sämtliche dort befindlichen Friedhöfe und weitere in diesem Gebiet vorhandene Gebäude und Strukturen als gesundheitsgefährdend eingestuft und Teil eines Sanierungsgebietes. Die Bewohner der Slums wurden umgesiedelt, die Gräber umgebettet und das gesamte Gebiet durch das Auffüllen von Erde und Sand nivelliert und für die Bebauung vorbereitet.

## Bebauung
Die ursprüngliche Bebauung Tiong Bahrus in den 1920er Jahren umfasste 30 Wohnblocks mit mehr als 900 Wohneinheiten. Die Wohnblocks bestehen aus zwei- bis fünfgeschossigen Wohnungen mit jeweils drei bis fünf Zimmern. An den den Bezirk umgebenden Hauptstraßen entstand in den Jahren nach dem Zweiten Weltkrieg eine Hochhausbebauung mit Miet- und Eigentumswohnungen.
Der Baustil war eine Mischung aus Elementen der Stromlinien-Moderne und der lokalen Straits Settlements Architektur. Die Gebäude zeigen runde Balkone und Flachdächer, sie haben spiralförmige Treppenhäuser und in den Kellergeschossen Vorratsräume. Das Äußere der Siedlung aus den 1920er Jahren hebt sich noch heute wohltuend von den Massenquartieren der 1950er und 1960er Jahre ab.

## Neuere Entwicklung
Die Stadtregierung verbesserte die Situation der sich nach dem Zweiten Weltkrieg verdreifachten Bevölkerung in Tiong Bahru z. B. durch den Bau eines Zentralmarktes und den Anschluss an das Mass Rapid Transit System (MRT) der Stadt mit einer Station der East West Line.
Die Zusammensetzung der Bewohner des Viertels änderte sich durch den Wegzug wohlhabender Bewohner in die Außenviertel Singapurs. Gleichzeitig zogen jüngere und kreative sowie Ausländer nach Tiong Bahru. Es entstanden unter anderem Cafés und Boutiquen.
Seit 2003 sind 20 Wohnblocks der Vorkriegsbebauung denkmalgeschützt ebenso wie 36 Häuser mit Läden an der Straße zum Nachbarquartier Outram.
Darüber hinaus entstehen auch neue Einkaufszentren wie Great World City und Tiong Bahru Plaza.[veraltet] Regierungsgebäude wie das Pacific Tech Centre, E-Centre @ Redhill, Enabling Village, I-Access Solutions Pte Ltd und westlich von Queenstown sind die Micrographics Data Pte Ltd.

## Politik
Bukit Merah gehört fünf politischen Divisionen in vier Wahlkreisen an. Ein großer Teil von Bukit Merah steht unter Tanjong Pagar GRC, mit einigen Gebieten unter Jalan Besar GRC, Radin Mas SMC und West Coast GRC, die von der People’s Action Party bedient werden. Die Parlamentsmitglieder bei den Wahlen 2020 waren Indranee Rajah, Joan Pereira, Melvin Yong, Eric Chua, Rachel Ong und Josephine Teo.